# طواف فلاندرز 2014
طواف فلاندرز 2014 هو سباق دراجات هوائية أقيم بتاريخ 6 أبريل 2014، تكون السباق من 1 مراحل وامتدّ لمسافة 259 كم بسرعة 41.407 كم/س، استغرق السباق 6 ساعة 15 دقيقة 18 ثانية. فاز به السويسري فابيان كانسيليرا.

## الترتيب
| م                     | الدرّاج           | البلد  | الزمن                    |
| --------------------- | ---------------- | ------ | ------------------------ |
| الفائز بالترتيب العام | فابيان كانسيليرا | سويسرا | 6 ساعة 15 دقيقة 18 ثانية |